# Søborg (Gladsaxe)
Pour les articles homonymes, voir Søborg.
Søborg est une commune du Danemark, située dans la région de la capitale Copenhague.

## Présentation
Søborg est une commune située dans la municipalité de Gladsaxe, dans l’est de l’île de Seeland, à l'ouest de Gentofte. Elle appartenait avant la réforme communale de 2007 à l’amt de Copenhague.
Søborg comptait 67 347 habitants en 2015.
Søborg accueille, sur sa commune, les locaux annexes de la bibliothèque d'art nationale danoise destinés à la recherche et aux études en art et en architecture.

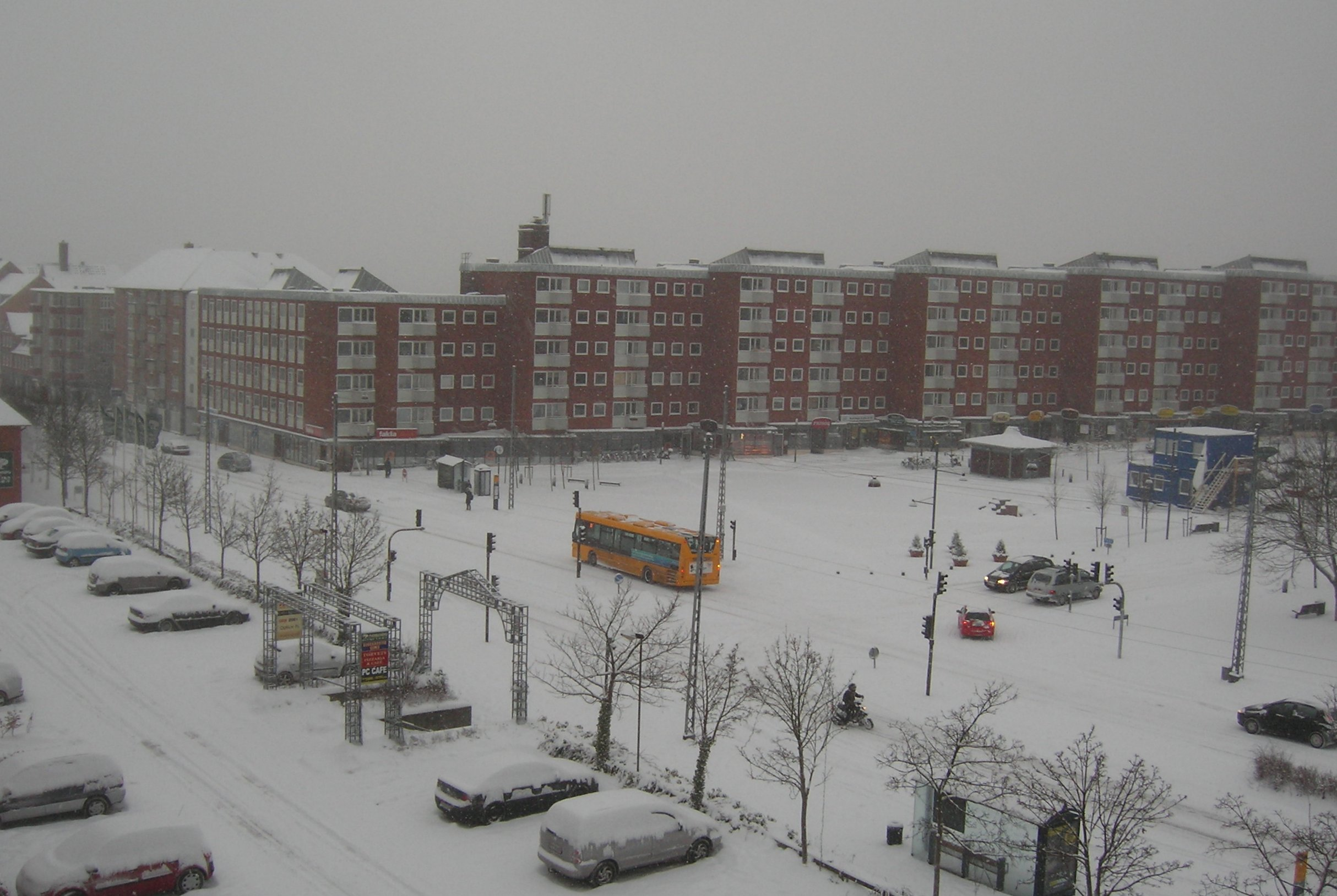
Søborg sous la neige.

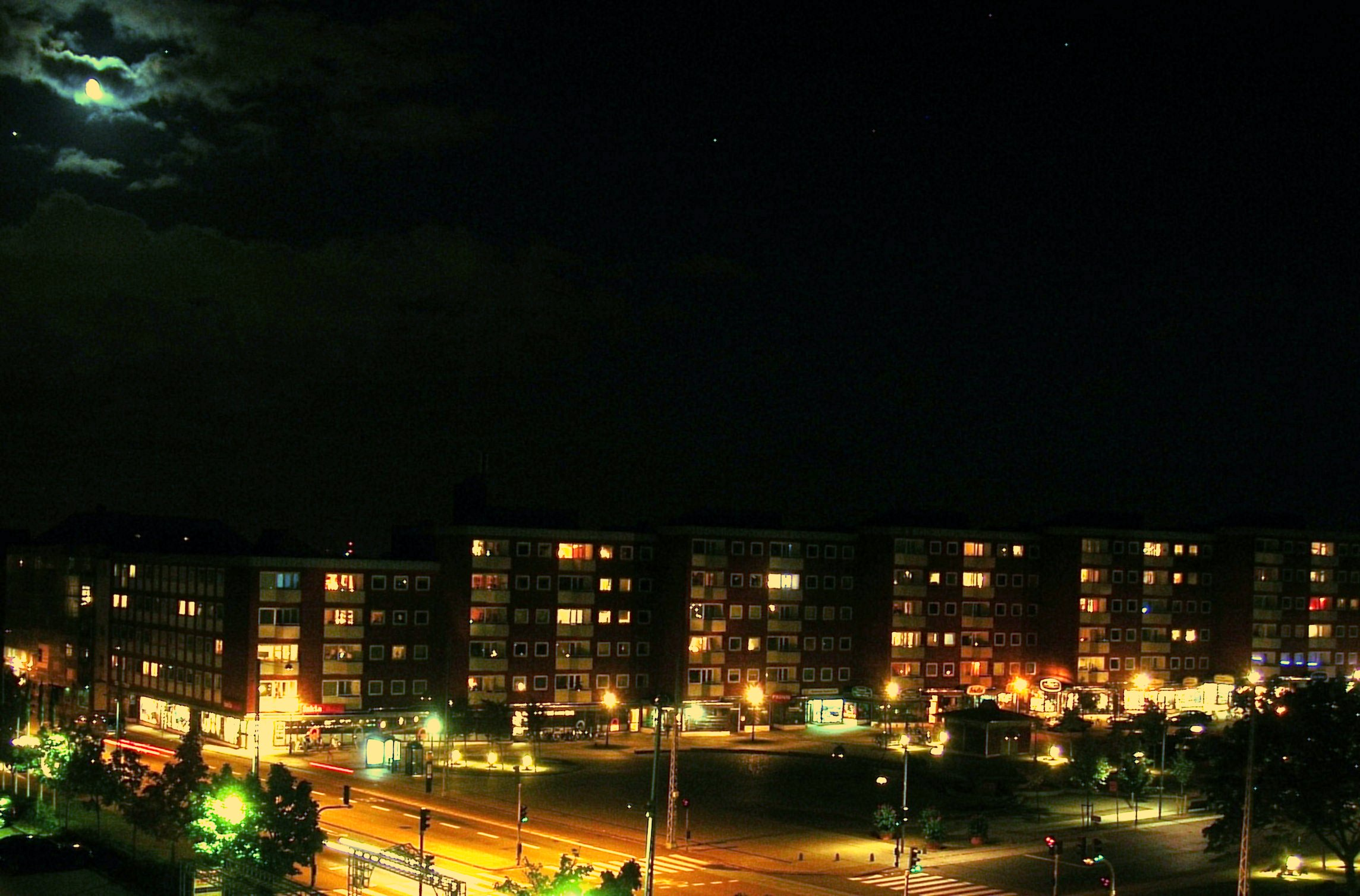
Søborg la nuit.

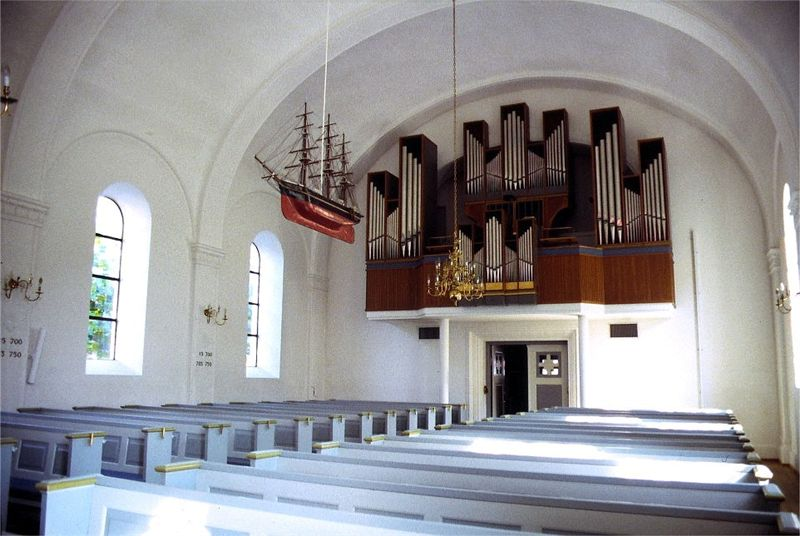
L'orgue de l'église de Søborg.